# Chimarra aterrima
Chimarra aterrima är en nattsländeart som beskrevs av Hagen 1861. Chimarra aterrima ingår i släktet Chimarra och familjen stengömmenattsländor. Inga underarter finns listade i Catalogue of Life.

## Bildgalleri

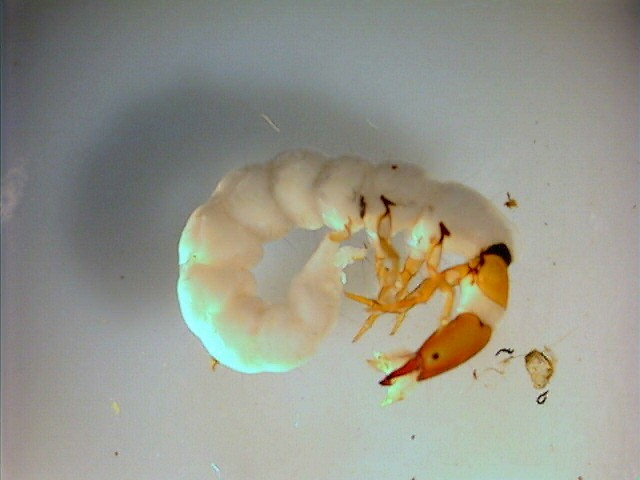